# 二氯化三羰基钌二聚体
二氯化三羰基钌二聚体是一种有机钌化合物，化学式为[RuCl2(CO)3]2，它是黄色固体，可用于合成其它钌化合物。

## 合成与反应
二氯化三羰基钌二聚体可由三氯化钌的甲氧基乙醇热溶液的羰基化反应得到。
它与其聚合态处于平衡状态：
n [RuCl2(CO)3]2  →  [RuCl2(CO)2]2n   +  2 CO
它和氢氧化钾在醇中反应，生成十二羰基三钌。
它和甘氨酸反应，生成三羰基氯化甘氨酸钌(II)。